# Irene Pigatti
Irene Pigatti (Colle Umberto, 1859 – Colle Umberto, 1937) è stata un'alpinista italiana.
Iscritta fin dal 1888 alla Sezione del Club Alpino Italiano di Agordo, si inserisce, con le sue salite, nel panorama alpinistico femminile dell'epoca che accoglieva quasi unicamente alpiniste straniere. Con lei ci si trova di fronte, per la prima volta, a un'ambiziosa, quasi sportiva, collezionista di cime, con una attenzione assai moderna per i "primati", in questo caso record femminili. Nel 2010 Poste Italiane, con la collaborazione del CAI, ha emesso un francobollo commemorativo in suo onore.

## Principali ascensioni[3]
- agosto 1886: monte Cristallo, 1ª ascensione femminile italiana
- 13 agosto 1888: Cimon del Froppa[4] (gruppo delle Marmarole), 1ª ascensione femminile[5]
- 9 agosto 1890: Marmolada
- 19 agosto 1890: monte Civetta, 2ª ascensione femminile
- 5 settembre 1891: pala di San Martino, 1ª ascensione femminile italiana
- 24 luglio 1892: cima Manera[6] (gruppo Col Nudo-Cavallo), 1ª ascensione femminile
- 11 settembre 1892: monte Pelmo, 1ª ascensione femminile italiana
- 1º settembre 1893: monte Antelao.